# Zoe et Raven
Zoe et Raven, ou Bride abattue au Québec, (Free Rein) est une série télévisée britannique en trente épisodes d'environ 26 minutes ainsi que deux téléfilms d'environ 50 minutes, créée par Vicki Lutas et Anna McCleery et mise en ligne entre le 22 juin 2017 et le 6 juillet 2019 sur le service de vidéo à la demande Netflix.

## Synopsis
Zoe Phillips, une jeune californienne de 15 ans et sa sœur Rosie, passent l'été sur une île au large de l'Angleterre, dans la maison de leur grand-père. Zoe développera une relation spéciale avec un mystérieux cheval nommé Raven et se liera vite d'amitié avec deux autres jeunes filles, Jade et Becky. Au fil du temps, elle découvrira des secrets de famille et traversera joies et peines…

## Distribution

### Acteurs principaux
- Jaylen Barron (VFB : Ludivine Deworst) : Zoe Phillips
- Bruce Herbelin-Earle (VFB : Antoni Lo Presti) : Marcus Greenbridge
- Freddy Carter (VFB : Gauthier de Fauconval) : Peter « Pin » Hawthorne
- Céline Buckens (VFB : elle-même (saison 1) Sophie Frison (saisons 2 et 3)) : Amelia « Mia » McDonald
- Kerry Ingram (VFB : Claire Tefnin) : Rebecca « Becky » Lavinia Sidebottom
- Carla Woodcock (VFB : Nancy Philippot) : Susie
- Manpreet Bambra (en) (VFB : Élisabeth Guinand) : Jade
- Noah Huntley (saison 1 et 2) (VFB : Steve Driesen), puis, Andrew Steele (depuis la saison 3) (VFB : Sébastien Kempenaers) : Elliot McDonald
- Geoffrey McGirvern (VFB : Michel Hinderyckx): Francis « Franck » Steel
- Milo Twomey (VFB : Jean-François Rossion): Ted
- Billy Angel (VFB : Émilie Guillaume ;  VFB : Arthur Dubois, 2e voixV2E11) : Benjamain « Ben » Sidebottom (saison 1 et 2)
- Caroline Ford (VFB : Audrey d'Hulstère) : Samantha « Sam » Myers (saison 1)
- Navia Robinson (VFB : Helena Coppejans) : Rosie Phillips (saison 1 et 2)
- Natalie Gumede (VFB : Éléonore Meeus) : Margaret « Maggie » Steel-Phillips (saison 1 et 2)
- Charlotte Jordan (VFB : Célia Torrens) : Gaby (depuis la saison 2)
- Joe Ashman (VFB : Frédéric Haugness): Callum (depuis la saison 2)
- Sadie Simm (VFB : Laetitia Liénart): Winnie (depuis la saison 3)
- Martin Bobb Semple (VFB : Claudio Dos Santos) : Alex (depuis la saison 2)
- Seth Carr (VFB : Kawan Augustin De Oliveira) : Aaron (depuis la saison 3)
- Sanchaez-Rain Li-Brown (VFB : Fanny Dumont) : Heather (depuis la saison 3)
- T'Nia Miller (VFB : Marcha Van Boven) : La maire Claire Wright (saison 3)

### Acteurs récurrents
- Tom Forbes (VFB : Michelangelo Marchese) : James (saison 2)
- Paul Luebke (VFB : Stany Mannaert): Derek (saison 1)
- Ryan Sands (en) (VFB : Jean-Michel Vovk): Huck Phillips (saison 1)
- Holly Hayes (VFB : Bernadette Mouzon) : Meredith Moore
- Andrew Greenough (VFB : Robert Guilmard) : George (saison 1, épisode 8)
- Charlotte Dujardin : elle-même (saison 1, épisode 10)

### Épisode spécialNoël ensemble(S2E11)
- Billy Angel (VFB : Arthur Dubois) : Benjamain « Ben » Sidebottom
- Rochelle Neil (VFB : Valérie Muzzie): Gigi
- David Sterne (VFB : Jean-Michel Vovk): Owen
- Declan Mason (VFB : David Macaluso): Eric l'Elfe
- Stacha Hicks (VFB : Marielle Ostrowski): Sally with Turkey
- Philippa Sarll (VFB : Éléonore Meeus): Ferry Attendent

### Fiche technique
- Création : Anna McCleery
- Réalisation : Rob Burke, Ronan Burke, Paul Walker
- Scénario : Vicki Lutas, Anna McCleery, Kirstie Falkous, Paul Gerstenberger, Neil Jones
- Direction artistique : Bobbie Cousins, George Morris
- Costumes : Arianna Dal Cero
- Montage : Neil Parker
- Musique : Mark Russell
- Générique : No Matter - Basic Tape ft. Frances
- Casting : Rob Kelly, Kerrie Mailey
- Production : Rebecca Hodgson, Kate Little, Claire Poyser
- Société de production : Lime Pictures, Netflix
- Pays d'origine : Royaume-Uni
- Langue originale : anglaise
- Format : couleur - 35 mm - 1,78:1 - son Dolby Digital
- Genre : dramatique

## Épisodes

### Première saison (2017)
La première saison est composée de dix épisodes.
1. Raven (Raven)
2. La Séance photo (Close Up)
3. Que fait Pin ? (Spying on Pin)
4. Le Stage d'équitation (Pony Camp!)
5. La Soirée pyjama (The Sleepover)
6. L'Héroïne (Horse Thief Hero)
7. Émeraude (Emerald)
8. Le Bal du cheval (Pony Prom)
9. Retrouver Raven (The Search)
10. Le Concours équestre (Show-down)

### Deuxième saison (2018)
La deuxième saison composé de dix épisodes a été mise en ligne le 6 juillet 2018.
1. Rivalité (Rivals)
2. Le Golden Boy (Golden Boy)
3. La Jouvencelle de l'île (Maid of the Island)
4. Action ou vérité (Truth or Dare)
5. Les Seize ans (Sweet 16)
6. La Fugue (Runaway)
7. Bob (Bob)
8. Gaby (Gaby)
9. Le Road Trip (Road Trip)
10. Le Championnat (Nationals)

### Épisodes spéciaux
- Zoe et Raven : Noël ensemble (The Twelve Neighs of Christmas), 7 décembre 2018 (V2E11, 58 min)
- Zoe et Raven : La Saint Valentin (Free Rein: Valentine’s Day), 1er février 2019 (V3E00, 51 min)

### Troisième saison (2019)
Cette troisième saison de dix épisodes a été mise en ligne le 6 juillet 2019.
1. Les Chevaux sauvages (Wild Horses)
2. Traquée (Hunted)
3. Ariel (Ariel)
4. Le CollGoûter (Afternoon Tea)
5. Poulinage (Foaling)
6. Le Safari (The Safari)
7. Le Concours (The Competition)
8. Princess (Princess)
9. La Parade de la victoire (The Parade of Victory)
10. S.O.S. (S.O.S)